# Villa Trento Carli
Villa Trento Carli es una villa histórica ubicada en el municipio veneciano de Longare, en la aldea de costozza.

## Historia

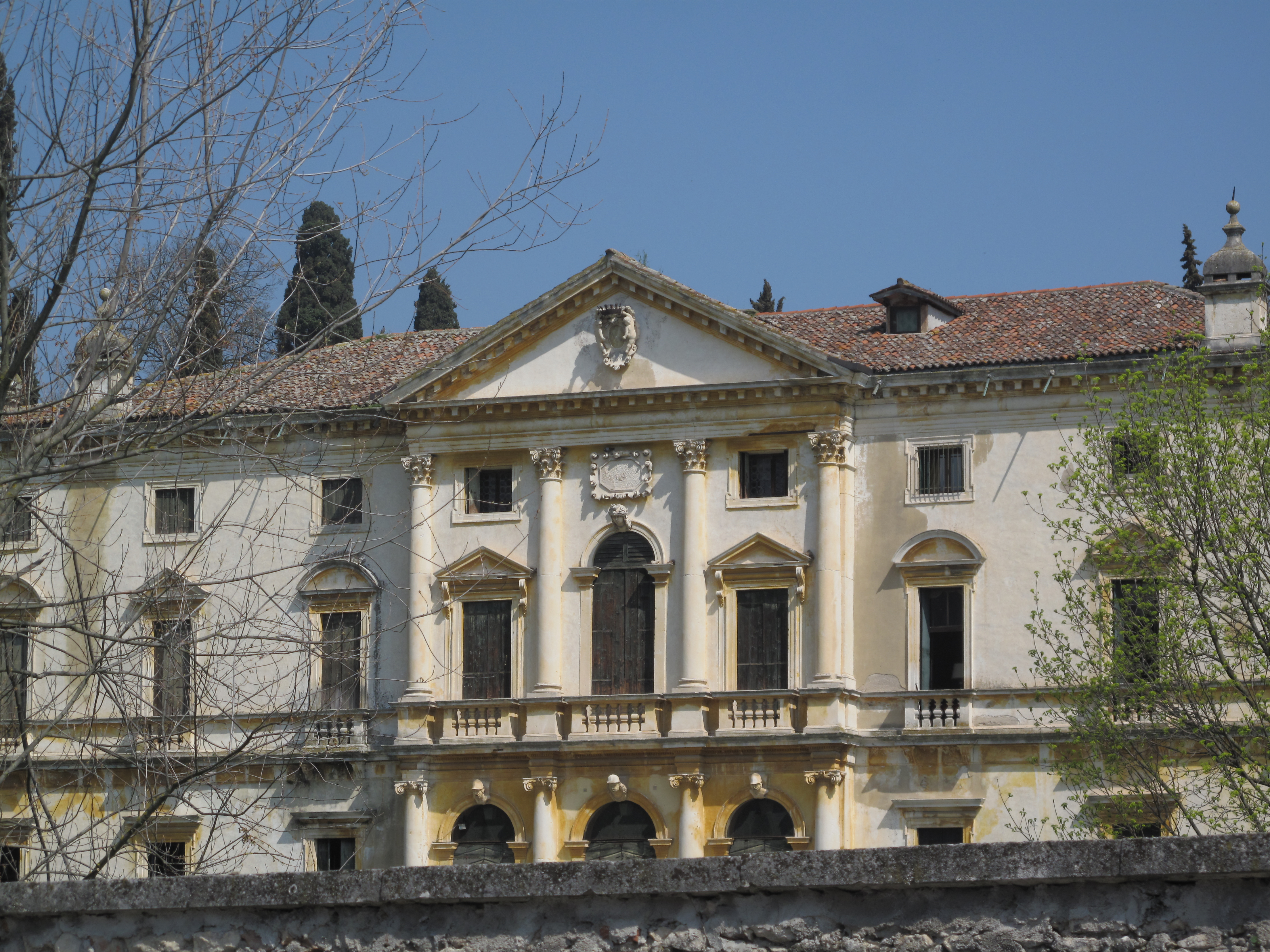
La fachada de la villa.

Fue construida en 1645 por el conde Alessandro Morlini Trento, quien encomendó el proyecto al arquitecto Antonio Pizzocaro, que incorporó un edificio preexistente del siglo XV, con una sala con techo de bóveda cruzada y un gran escudo de armas del siglo XV. armas de los condes de Trento. El proyecto mantuvo y mejoró el sistema ventidotti, gracias también al alto nivel profesional de los trabajadores empleados. Posteriormente la propiedad pasó a varios propietarios, llegando finalmente a manos de la familia Antonio Carli, quienes la adquirieron en 1925. Durante la Segunda Guerra Mundial, las reuniones secretas del CLN se realizaban en Villa Carli.

## Descripción
Consta de un cuerpo central con desarrollo longitudinal y dos alas traseras; el conjunto forma un espectacular conjunto ubicado al pie del cerro y precedido por un gran parque inglés. Hacia el este, un cuerpo posterior, llamado "ala napoleónica", probablemente fue agregado por los príncipes de Aremberg a mediados del siglo XIX.
La majestuosa fachada, precedida por una amplia escalera de dos tramos, tiene tres arcos que conducen a la amplia sala con techo decorado con vigas pintadas. El piso tiene tres rejillas de piedra finamente perforadas que conectan las veintiocho subyacentes con la habitación. Destaca la gran sala superior de grandes proporciones y con suelo blanco y rojo de terracota y piedra local.
La casa de huéspedes fue añadida a principios del siglo XIX. Son interesantes las estatuas del siglo XVII en los pilares de la puerta de entrada al parque. De particular interés histórico y artístico es la pequeña iglesia noble, el Oratorio de San Michele, construida en el siglo XV, como la villa primitiva.